# Леонова Надія Сергіївна
Надія Сергіївна Леонова (1929, Брянська губернія, СРСР — 16 вересня 2013, Брянська область, Росія) — доярка Кокінського радгоспу Брянської області, Герой Соціалістичної Праці (1971).

## Біографія
Народилася в 1929 році. За самовіддану працю в роки війни нагороджена медаллю «За доблесну працю у Великій Вітчизняній війні 1941—1945 рр.».
У 1961 році працевлаштувалася на ферму дояркою Кокінського радгоспу-технікуму. Регулярно збільшувала надої молока від закріплених за нею корів: з 3700 кілограмів молока у 1966—1969 роках до 4176 кілограмів у 1970 році. Перевиконала план восьмої п'ятирічки. За високі показники в 1967 році нагороджена бронзовою медаллю ВДНГ, а також медаллю «За доблесну працю». Була депутатом обласної ради.
Указом Президії Верховної Ради СРСР «за високі показники в праці у 1971 році» удостоєна звання Героя Соціалістичної праці з врученням ордена Леніна і Золотої медалі «Серп і молот».
У 1984 році досягла пенсійного віку, але працювала до 1996 року — вже не на фермі.
Померла 16 вересня 2013 року.